# هوندا ديو
هوندا ديو(بالإنجليزية: Honda Dio)‏ هي دراجة نارية من تصنيع هوندا.

## معرض صور

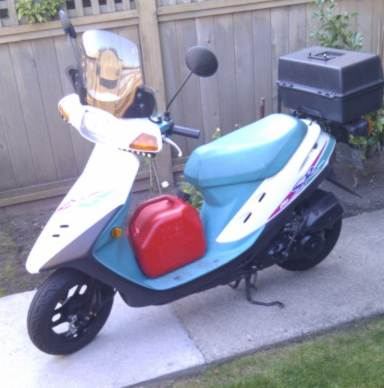
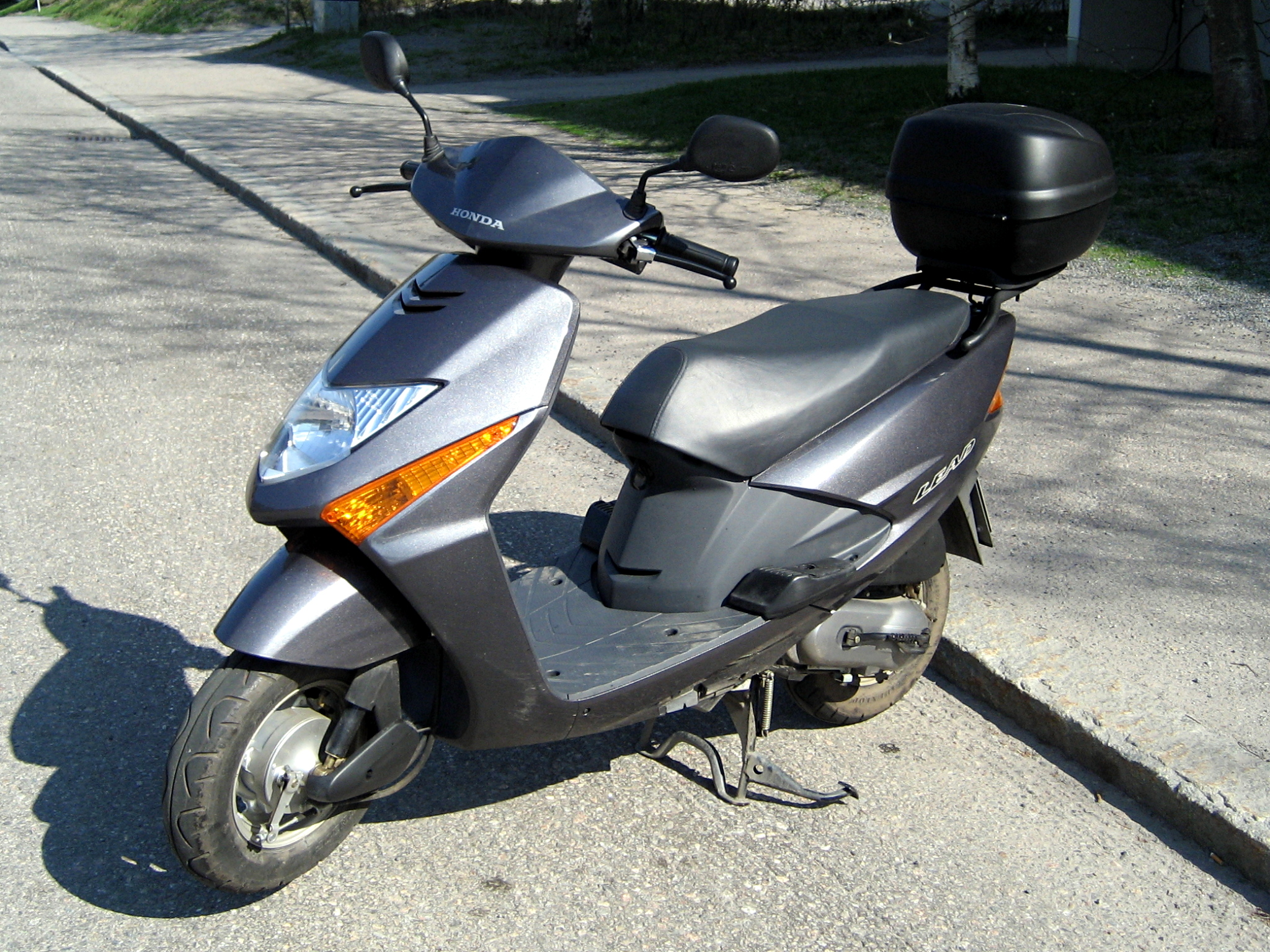
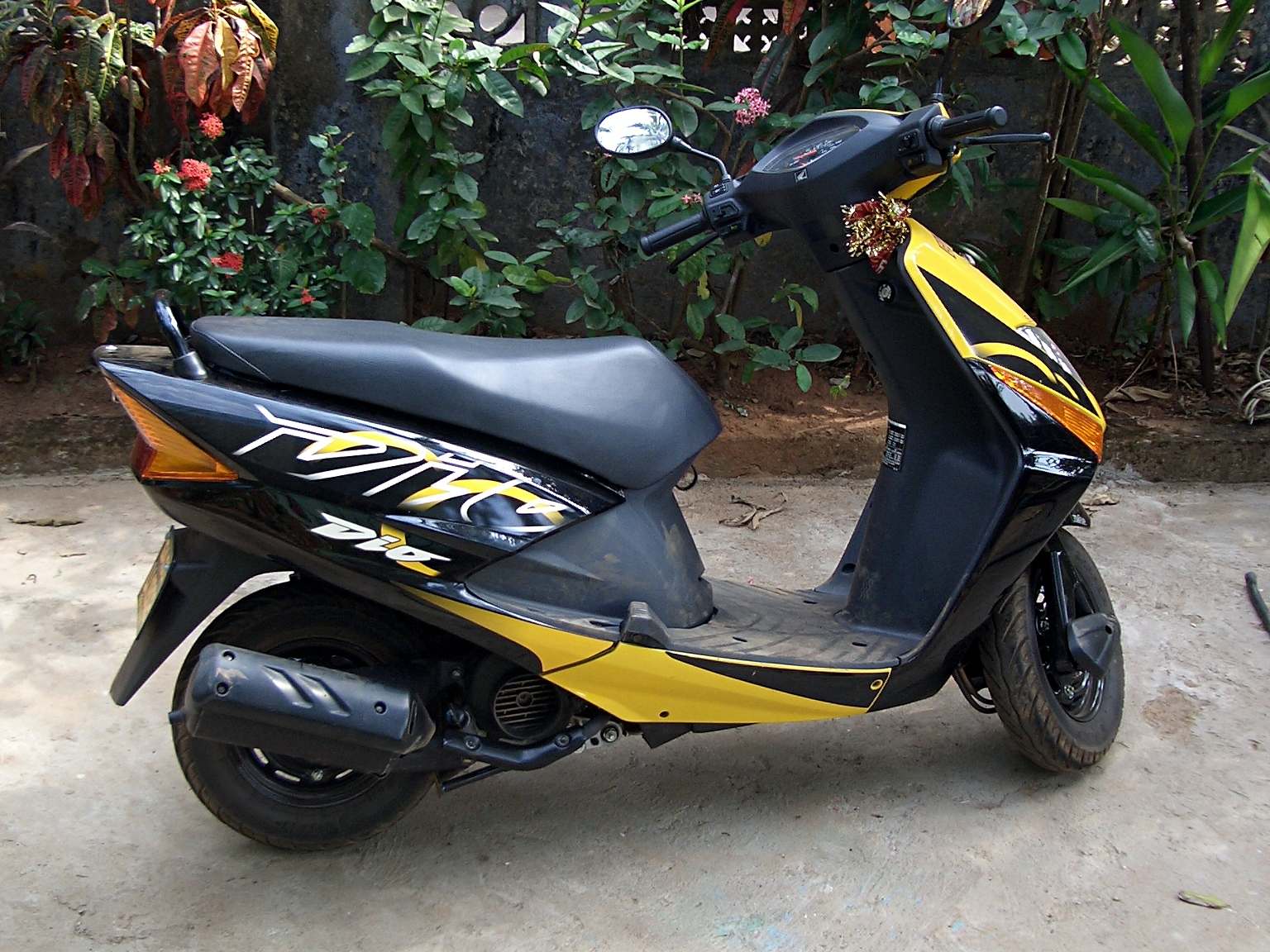